# Rubik’s Tangle

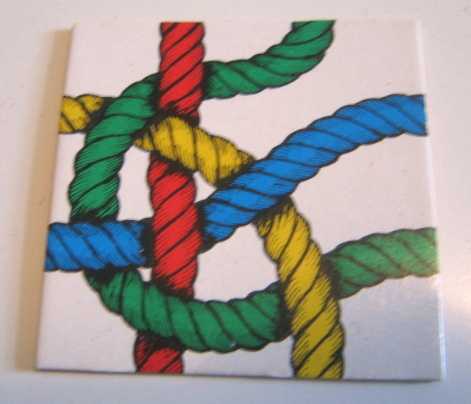
Ein einzelnes Puzzleteil

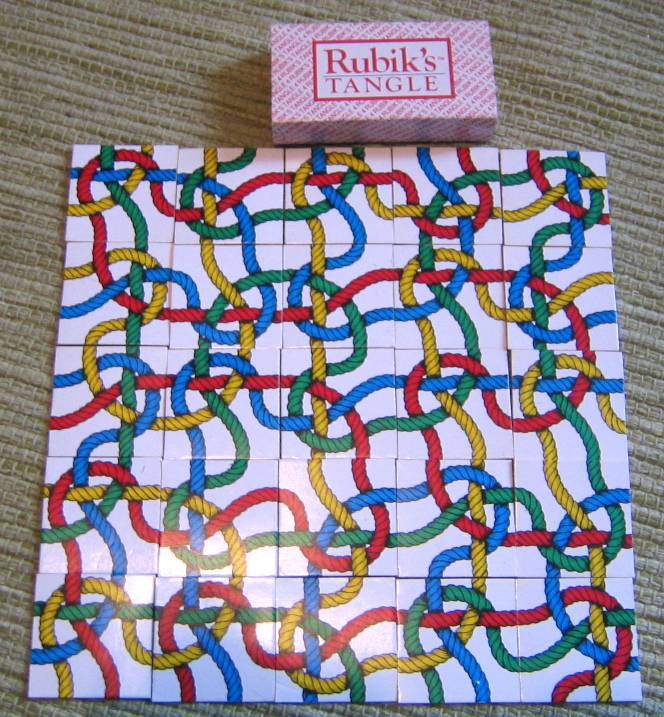
Eine Lösung des Puzzles

Rubik’s Tangle ist ein Puzzle von Ernő Rubik, das in den 1990er-Jahren erschien. Es besteht aus 25 quadratischen Teilen, die zu einem großen Quadrat aus 5×5 Teilen zusammengesetzt werden sollen. Es gibt {\displaystyle {\frac {25!\cdot 4^{25}}{4\cdot 2}}=2.2\cdot 10^{39}} Stellungsmöglichkeiten (25 Teile → {\displaystyle 25!}, vier mögliche Orientierungen pro Teil → {\displaystyle 4^{25}}, je vier Puzzle sind identisch durch Rotation, je zwei sind identisch, da zwei Puzzleteile gleich sind).
In der Praxis müssen viel weniger Kombinationen ausprobiert werden, da schon bei den ersten Teilen falsche Verbindungen auftreten können.

## Lösungen
Die einzelnen Teile sind auf der Rückseite von A bis Y gekennzeichnet, so dass die Lösungen hier einfach angegeben werden können. Die Teile D und F sind identisch. Es gibt zwei Lösungen:
```
A L H D W      D O Y C E
S X N E I      I L F M X
G C K R J      A H G S J
F M U P B      W R T N B
Q O Y T V      K Q V U P
```

Durch Rotation und Austausch von D und F kommt man auf insgesamt 16 Lösungen.

## Kombinationen mehrerer Spiele
Es gibt verschiedene Ansätze, mehrere Tangles zu kombinieren, also mit 50 oder 100 Teilen Lösungen zu finden.
Eine Lösung für ein 10×10-Puzzle aus vier Tangles gibt es angeblich nicht. Mit zwei Tangles kann jedoch eine 7×7-Lösung gefunden werden:
```
G D O N E C F
K R J B G W Q
L C U Y W A S
X Q P T K S A
D R H M I L J
Y H I V P O X
U M V B F E N
```